# Lichenopora
Lichenopora is een geslacht van mosdiertjes uit de familie van de Lichenoporidae. De wetenschappelijke naam van de soort is voor het eerst geldig gepubliceerd in 1823 door Jacques Louis Marin Defrance.
Defrance richtte Lichenopora op voor een paar fossiele soorten uit het Krijt:
- L. turbinata, die was gevonden in fossiele afzettingen van schaaldieren in Hauteville[2] en Orglandes in het departement Manche;
- L. crispa, gevonden in krijtlagen van Meudon, Maastricht en Néhou (Manche).

## Soorten[3]
- Lichenopora discoplanata Neviani, 1939
- Lichenopora elegantissima Borg, 1944
- Lichenopora fava O'Donoghue & O'Donoghue, 1923
- Lichenopora intricata (Busk, 1856)
- Lichenopora japonica Busk, 1944
- Lichenopora lamellosa Canu & Bassler, 1929
- Lichenopora loveni Borg, 1944
- Lichenopora nevianii Borg, 1944
- Lichenopora quincuncialis Canu & Bassler, 1929
- Lichenopora tubicen Borg, 1944

- Lichenopora annularis (Heller, 1867) (taxon inquirendum)
- Lichenopora mellevillensis (d'Orbigny, 1854) (taxon inquirendum)

Vele recente soorten die eerst bij Lichenopora werden ingedeeld, zijn later verplaatst naar andere geslachten, vooral Disporella en Patinella.